# Dioxolan
1,3-dioxolanul  este un compus organic cu formula chimică (CH2)2O2CH2. Este similar cu tetrahidrofuranul, însă are un atom de oxigen în locul unei grupe metilenice CH2. Izomerul său, 1,2-dioxolanul, este un peroxid organic. Compusul este utilizat ca solvent și ca co-monomer în poliacetali.

## Obținere
1,3-dioxolanul se obține în urma reacției etilenglicolului cu formaldehida:
Dioxolanii, derivații săi, pot fi obținuți în urma reacției dintre aldehide sau cetone și etilenglicol, reacție ce poartă numele de acetalizare (formare de acetal, în acest caz unul ciclic):